# Observatoire virtuel
Un observatoire virtuel (OV) est une collection d’archives de données interactives et d’outils logiciels qui utilisent l’Internet pour bâtir un environnement de recherche scientifique dans lequel les programmes de recherche en astronomie pourront être conduits. De la même façon qu’un observatoire astronomique réel est un ensemble de télescopes, chacun avec une collection unique d’instruments astronomiques, l’observatoire virtuel consiste en un ensemble de centres de données, chacun avec une collection unique de données astronomiques, logiciels et capacités de calcul. Cette idée avait déjà été avancée en 1887 par Amédée Mouchez alors directeur de l'Observatoire de Paris, dans le cadre du projet "Carte du Ciel" sur lequel travaillèrent 18 observatoires rassemblant des données photographiques et cartographiques,.

## But
Un observatoire virtuel doit permettre d'automatiser la procédure, actuellement difficile, de recherche et de rassemblement de données astronomiques, et de recouper l’information pour créer un tout supérieur à la somme de ses parties. Ceci est rendu possible d’une part par un immense effort de standardisation aussi bien des données que des méthodes et outils utilisés par les astronomes, et d’autre part en utilisant la technologie GRID pour accéder de manière transparente à la grande capacité de calcul répartie dans les divers centres de données à travers le monde, à distance à partir de son bureau. 
Il s’agit donc de construire des standards d’échange, des outils d’interrogation, des systèmes d’extraction de l’information, de manière à globaliser les données et plus généralement l’information en astronomie, au niveau international. Dans ce cadre, les principaux centres de données astronomiques internationaux s’efforcent de donner davantage de visibilité à leurs bases de données et développent des descriptions détaillées de leur contenu. Un exemple nous est donné avec le référentiel de données proposé par l'IVOA qui regroupe des documents de références, des spécifications, des données utiles aux chercheurs et professionnels.
De nombreuses bases de données sont déjà interconnectées dans la communauté astronomique et de multiples applications client/serveur diffusent des données hétérogènes (articles de journaux, catalogues d’observations, images, spectres, etc.). En France, le Centre de données astronomiques de Strasbourg (CDS) y prend une part importante au travers de ses services Aladin, Simbad ou VizieR, qui sont utilisés par les astronomes du monde entier. 

## Exemples
Il existe différents projets d’observatoires virtuels à travers le monde. Parmi ceux-ci, on peut citer le projet européen European Virtual Observatory (Euro-VO), qui fait suite au projet conduit entre 2002 et 2004 d'Astrophysical Virtual Observatory (AVO), et le projet national des États-Unis, l'US National Virtual Observatory. Ces derniers, ainsi que les projets similaires d’autres pays comme la Chine, l’Australie, le Canada, le Japon, l’Inde, la Russie et la Corée, se sont associés en 2002 afin de coordonner leurs efforts au sein de l’Alliance internationale des observatoires virtuels (AIOV ; en anglais International Virtual Observatory Alliance, IVOA) qui se décline en actions spécifiques régionales comme l'Action Spécifique Observatoires Virtuels France,.
Il existe également des observatoires virtuels spécifiques par exemple en physique solaire avec l'European Grid of Solar Observations (EGSO) ou en planétologie avec Europlanet,, pour ne citer que deux projets financés par la Communauté européenne. 